# Babyface
Babyface, vlastním jménem Kenneth Brian Edmonds, (*10. duben 1959, Indianapolis, USA) je americký zpěvák, skladatel, kytarista, filmový a hudební producent a herec.

## Osobní život
Kenneth se narodil v americkém Indianapolisu, kde vyrůstal s pěti bratry (bratr Kevon Edmonds také vydal CD) a vystudoval North Central High School. Později začal hrát s populárním funk zpěvákem Bootsy Collinsem, který mu dal přezdívku Babyface, kterou používá dodnes.

## Hudba
Od 80. let začal skládat hudbu a psal písničky. Jeho skladby zpívaly takové hvězdy, jako Bobby Brown nebo Paula Abdul. V 90. letech začal psát písničky pro skupinu TLC, kde album CrazySexyCool v roce 1996 vyhrálo cenu Grammy. Toto ocenění obdržel i sám Babyface tři roky před tím jako nejlepší hudební producent. Další úspěchy přišly při psaní písniček pro další hvězdy, jako Whispers, Deele, Boyz II Men, Whitney Houston, Pebbles, Karyn White, Johnny Gill, Michael Jackson nebo Eric Clapton.
Sám nazpíval několik písní, ať už sólových či duetových, mezi ně patří americké hity "Love Saw It"(Karyn White), "Rock Steady"(Whispers) nebo "Girlfriend"(Pebbles).

## Film
V polovině 90. let se Babyface se svou ženou, Tracey Edmonds, začal věnovat filmové produkci a k filmům z jeho produkce patří například Soul Food z roku 1997 nebo Josie a Pussycats z roku 2001. Sám si v těchto i dalších filmech zahrál v malých rolích.

## Diskografie
Alba
- 1986 - Lovers - (Solar)
- 1989 - Tender Lover - (Epic)
- 1993 - For the Cool in You - (Epic)
- 1996 - The Day - (Epic)
- 1998 - Christmas with Babyface - (Epic)
- 2001 - Face2Face - (Arista)
- 2005 - Grown & Sexy - (Arista)
- 2007 - Playlist - (Island)

## Produce
- Whispers
- Karyn White
- Bobby Brown
- Jonny Gill
- After 7
- Boys